# Никол Вајдишова
Никол Вајдишова (чеш. Nicole Vaidišová; рођена 23. априла 1989) је бивша чешка тенисерка. Свој највиши пласман у каријери — 7. место — достигла је 14. маја 2007. године, а 9. августа 2006. постала је дванаеста најмлађа тенисерка која се нашла међу десет најбољих тенисерки на свету, када је заузела 9. место. Вајдишова је освојила шест турнира организованих од стране Женске тениске асоцијације, а свој први турнир освојила је са само петнаест година. Повукла се у марту 2010. године, наводећи као разлог повлачења „незаинтересованост за тенис“.

## Каријера
Вајдишова је тенис почела да игра са шест година, на шта ју је подстакла мајка Ријана. Убрзо се преселила на Флориду како би тренирала на тениској академији Ника Болетијерија. Са само четрнаест година, 2003. године, наступила је на турниру у Плзењу, организованом од стране Међународне тениске федерације и освојила га. 2004. је почела да наступа на турнирима Женске тениске асоцијације и по први пут је завршила сезону међу сто најбољих тенисерки света. Освојила је Ванкувер, тек трећи ВТА турнир на коме је наступила, поставши шеста најмлађа победница једног турнира са петнаест година, три месеца и 23 дана. Два месеца касније је освојила и турнир у Ташкенту, и затим заузела 74. место на ВТА листи, поставши најмлађа тенисерка икада која се нашла међу сто најбољих тенисерки на свету. Свој први професионални меч на гренд слем турнирима одиграла је на Отвореном првенству Сједињених Држава, када је изгубила у првом колу од прве тенисерке света Жистин Енен. Такође је достигла финале Аустралија опена у јуниорској конкуренцији, у коме је била поражена од стране Израелке Шахар Пер.
На Отвореном првенству Аустралије 2005. Вајдишова је по први пут забележила победу на једном гренд слему; достигла је треће коло, у коме ју је поразила Линдси Давенпорт. Након што је достигла своје прво четвртфинале једног турнира прве категорије, у Чарлстону, Вајдишова се по први пут нашла међу педесет најбољих тенисерки на ВТА листи. На истом турниру је по први пут победила једну од десет најбољих тенисерки света, шампионку Ролан Гароса 2004. Анастасију Мискину. У мају је достигла своје треће ВТА финале, на Истанбул купу, изгубивши од бившег броја један Винус Вилијамс 6–3, 6–2, а на Отвореном првенству Америке 2005. је достигла свој најбољи резултат на том турниру, четврто коло. Крајем сезоне, Вајдишова је освојила чак три турнира у низу — Сеул (победивши у финалу Јелену Јанковић са 7–5, 6–3), Токио (Татјана Головин јој је предала меч при резултату 7–6(4), 3–2) и Бангкок (савладавши Нађу Петрову са 6–1, 6(5)–7, 7–5. Тада је постала тек шеста тенисерка која је освојила пет ВТА турнира пре свог седамнаестог рођендана, након Трејси Остин, Андрее Џегер, Монике Селеш, Џенифер Капријати и Мартине Хингис.
Вајдишова је 2006. освојила само један турнир, Стразбур, али је зато достигла своје прво од гренд слем полуфинала, на Ролан Гаросу. У четвртом колу, поразила је прву тенисерку света и љубимицу домаће публике Амели Моресмо са 6–7, 6–1, 6–2, а затим и Винус Вилијамс у четвртфиналу са 6–7, 6–1, 6–3. У полуфиналу је изгубила са 7–5, 6–7, 2–6 од Светлане Кузњецове, иако је имала неколико меч лопти. Након два везана полуфинала у Станфорду и Сан Дијегу (у оба је изгубила од Ким Клајстерс), Вајдишова је 9. августа 2006. заузела 9. место на ВТА листи и постала дванаеста најмлађа тенисерка која се нашла у топ десет на ВТА листи, са седамнаест година, три месеца и две недеље. На Купу Кремља у Москви, на коме је достигла полуфинале, забележила је своју другу победу над актуелним бројем један, и то поново против Моресмо. Сезону је завршила на десетом месту.
Вајдишова 2007. није освојила ниједан турнир, али је достигла полуфинале Отвореног првенства Аустралије и четвртфинала Ролан Гароса и Вимблдона. У Мелбурну ју је савладала Серена Вилијамс, која је касније и освојила турнир, са 7–6, 6–4. Неколико месеци касније, на Отвореном првенству Француске је достигла четвртфинале, што је за једно коло слабији резултат него прошле сезоне, у коме ју је са 7–5, 6–3 победила Јелена Јанковић. У четвртфиналном мечу Вимблдона против Ане Ивановић, Вајдишова је пропустила три меч лопте у другом сету и на крају изгубила са 4–6, 6–2, 7–5. 14. маја 2007. достигла је своју највишу позицију у каријери, 7. место на ВТА листи. И поред константних резултата — трећег кола Отвореног првенства Америке, четвртфинала у Москви и полуфинала у Цириху — Вајдишова је сезону завршила на 12. месту.
Сезону 2008. Вајдишова је започела добрим резултатима, четвртфиналом Голд Коаста, полуфиналом Сиднеја и трећим колом на Отвореном првенству Аустралије, али је онда забележила чак шест везаних пораза у првом колу — Дубаи, Индијан Велс, Мајами, Берлин, Рим и Отворено првенство Француске. Низ је прекинула на ДФС класику у Бирмингему, где је изгубила у трећем колу од Бетани Матек. На Вимблдону је такође достигла треће коло, изгубивши од 133. играчице света Ђе Џенг 6–2, 5–7, 6–2. На Отвореном првенству Америке је била двадесети носилац, али је изгубила у другом колу. Сезону је завршила на 41. месту, по први пут ван најбољих двадесет након три године. Потпуни пад форме уследио је 2009. године, када ни на једном турниру није стигла даље од трећег кола. Крајем сезоне је чак играла на једном ИТФ турниру, у Дубаију. Уследиле су многе спекулације да је Вајдишова запоставила тенис услед своје везе са тенисером Радеком Штјепанеком, и била је често виђена како прати његове мечеве уместо да и сама игра. Крајем сезоне, коју је завршила на 187. месту, Вајдишова је објавила да је променила тренера, и да је од сада уместо очуха Алеша Кодата тренира познати тренер Ерик ван Харпен.

## Повлачење
Вајдишова је сезону 2010. почела на ИТФ турниру у Лацу, уместо на Отвореном првенству Аустралије, али је изгубила већ у првом колу. Исти резултат постигла је на ИТФ турниру у Мидланду, где ју је Аранча Рус поразила са 6–4, 7–6(10), иако је Вајдишова спасила чак пет меч лопти у другом сету. У фебруару је наступила на ВТА турниру у Мемфису, за који је добила специјалну позивницу организатора, и изгубила у другом колу од Каје Канепи са 4–6, 6–1, 6–3, и поред тога што је освојила први сет. Свој последњи професионални меч Вајдишова је одиграла на ИТФ турниру у Хамонду, на коме је поражена од стране Хедер Вотсон у првом колу резултатом 4–6, 7–6(10), 7–6(4).
У марту 2010, очух и бивши тренер Вајдишове Алеш Кодат је изјавио да чешка тенисерка намерава да се повуче, и поред тога што има само двадесет година: „Њен агент ми је то рекао... Заситила се тениса и то је разумљиво. Почела је тако млада“. Он је такође додао да је Вајдишова одбила специјалну позивницу организатора Мајами опена, као и да она планира да се уда за тенисера Радека Штјепанека.

## Приватни живот
Вајдишова има два млађа брата, Оливијеа и Тобија. До своје шесте године живела је у Нирнбергу, Немачка, где је и рођена. Са тенисом ју је упознала мајка Ријана, а очух Алеш Кодат ју је дуго тренирао. Говори чешки, енглески, немачки и француски језик.
Због свог атрактивног изгледа, Вајдишова је добила надимак „нова Ана Курњикова“. Након неколико година забављања са чешким тенисером Радеком Штјепанеком, који је једанаест година старији од ње, пар се венчао 17. јула 2010. у Прагу.

## Финала у каријери

### ВТА победе појединачно (6)
| Легенда           |
| ----------------- |
| Гренд слем (0)    |
| ВТА првенство (0) |
| Тијер I (0)       |
| Тијер II (0)      |
| Тијер III (3)     |
| Тијер IV и V (3)  |

| Бр. | Датум             | Турнир   | Подлога | Противница      | Резултат                |
| 1.  | 15. август 2004.  | Ванкувер | Тврда   | Лора Гренвил    | 2–6, 6–4, 6–2           |
| 2.  | 17. октобар 2004. | Ташкент  | Тврда   | Виржини Разано  | 5–7, 6–3, 6–2           |
| 3.  | 2. октобар 2005.  | Сеул     | Тврда   | Јелена Јанковић | 7–5, 6–3                |
| 4.  | 9. октобар 2005.  | Токио    | Тврда   | Татјана Головин | 7–6(4), 3–2, предат меч |
| 5.  | 16. октобар 2005. | Бангкок  | Тврда   | Нађа Петрова    | 6–1, 6(5)–7, 7–5        |
| 6.  | 27. мај 2006.     | Стразбур | Шљака   | Пенг Шуај       | 7–6(7), 6–3             |

### ВТА порази појединачно (1)
| Легенда           |
| ----------------- |
| Гренд слем (0)    |
| ВТА првенство (0) |
| Тијер I (0)       |
| Тијер II (0)      |
| Тијер III (1)     |
| Тијер IV и V (0)  |

| Бр. | Датум         | Турнир   | Подлога | Противница     | Резултат |
| 1.  | 15. мај 2005. | Истанбул | Шљака   | Винус Вилијамс | 3–6, 2–6 |

### ИТФ победе појединачно (2)
| Бр. | Датум             | Турнир   | Подлога      | Противница        | Резултат    |
| 1.  | 19. октобар 2003. | Плзењ    | Тепих (хала) | Андреа Хлавачкова | 7–6(5), 6–4 |
| 2.  | 22. фебруар 2004. | Колумбус | Тврда (хала) | Пенг Шуај         | 7–6(5), 7–5 |